# Davallia griffithiana
Davallia griffithiana là một loài dương xỉ trong họ Davalliaceae. Loài này được Hook. mô tả khoa học đầu tiên năm 1845.